# پانگ کینگنیان
پانگ کینگنیان (انگلیسی: Pang Qingnian؛ زادهٔ ۱ ژانویهٔ ۱۹۵۸) کارآفرین، اقتصاددان، و کارآفرین چینی است، که در سال ۲۰۰۱ شرکت یانگمن را تأسیس کرد.